# 今野杏南
今野 杏南（こんの あんな、1989年〈平成元年〉6月15日 - ）は、日本の女優、タレント、作家、グラビアアイドル。TRUSTAR所属。

## 略歴
神奈川県湘南で生まれ育ち、弟が2人いる（うち、一人は15歳年下）。
中学3年生（14歳）の時に、テレビ東京のバラエティ番組『シブスタ S.B.S.T』のコーナー「フェロモン中学生」に出演したのをきっかけに、芸能界デビューする。同番組では、本名の“戸井田杏南”名義で出演し、湘南育ちということから「フェロモンサーファー」というキャッチコピーが付けられた。芸能人女子フットサルチーム「FANTASISTA」に所属していたが、チームは2009年3月31日をもって一時休部になり、これにより当時の事務所もやめている。
2011年2月に千葉県南房総市白浜で、初めてのイメージDVDの撮影を行う。同年5月27日、グラッソより最初のイメージDVD『あんちょの唇』を発表した。
2012年6月、日テレジェニック2012に候補生45名の中から選出される。また、翌月のロンドンオリンピックのサポーターガールを務める。以降、石原さとみに似たグラビアアイドルとして話題を集める。
2013年4月、テレビCMグリコ乳業「Dororich（ドロリッチ）」にドロリッチガールズのメンバーとして出演。この年後半の活躍は目覚ましく、2014年には「いまや雑誌グラビアで見ない日はない」と評される人気グラドルの1人となった。
プレミアグループイメージモデル、ライブガーデンイメージモデルを務めているほか、2014年には官能小説家デビューを果たしていた。
2014年2月、ダイエットサプリメント『スリミスタ』をPRするため結成されたアイドルユニット「FANTA☆STAR」に参加。
2015年、7代目サガミオリジナル002宣伝大使に就任。
2017年7月20日にラストイメージDVD「あんな夢、こんな恋～Anna Konno　Final Image」を発売。この際、このDVDを以ってグラビアアイドルを卒業すると各マスコミで報じられていた。しかし、翌2018年1月1日付の東京スポーツの記事では、「グラビアのお仕事をすべてやめるとは言ってないんです。まだグラビアをやりたいとも思っていますし、『卒業』という表現はちょっと違うんだけどな～と思ってました」と、グラビア活動継続を宣言。現在は女優業に軸足を置き、その傍らグラビア活動を継続している。
2023年6月15日、一般男性との結婚を自身のSNSを通じて報告した。
2024年3月16日、第1子出産を自身のInstagramを通じて報告した。また、20代の頃に受けた子宮頸がん検診で見つかった異形成が高度異形成上皮内癌に進行し3年前に円錐切除術を行い完治したが、手術をしたことによりリスクのある妊娠出産であったことも明かした。

## 人物
当時のマネージャーから胸の大きさを褒められたのがグラビア仕事スタートのきっかけ。当時参考にしていたのは熊田曜子と吉木りさ。
小説執筆は大石圭『躾けられたい』で表紙モデルを務めたことがきっかけ。性愛を軸に描くことが多く、恋愛やセックス描写は取材をもとに書いている。自分の経験がもとになっているかどうかは「そういう部分も少なからずあったりなかったり」と発言している。

## 作品

### 映像作品
イメージDVD
※太字タイトルはBD版同時発売
- あんちょの唇（2011年5月27日、グラッソ）
- あんなぷるな（2012年2月20日、ラインコミュニケーションズ）
- あんちょびーむ（2012年6月22日、竹書房）
- あんちょびっと（2012年9月28日、リバプール）
- こんなあんな（2012年12月15日、ラインコミュニケーションズ）
- あんな女（2013年3月27日、ソニーミュージック）
- あんなあそび～悪戯な指（2013年6月20日、ラインコミュニケーションズ）
- あんなに好きなのに（2013年9月25日、ワニブックス）
- アンナマドンナ（2013年12月15日、ラインコミュニケーションズ）
- あんなお姉ちゃん（2014年3月22日、竹書房）
- あんなちゃんぷる（2014年7月20日、ラインコミュニケーションズ）
- あんなトラップ （2014年10月24日、竹書房）
- あんなティーチャー（2015年1月25日、ワニブックス）
- アンナコッタ（2015年4月25日、晋遊舎）
- あんな想い出（2015年7月25日、エアーコントロール）
- あんな小説家（2015年10月23日、竹書房）
- 小悪魔あんな（2016年1月22日、竹書房）
- アンナあなたに拾われて（2016年5月20日、 イーネット・フロンティア)
- あんなコト、こんなコト（2016年9月20日、ラインコミュニケーションズ）
- アンナあなたに恋をして（2017年3月17日、双葉社）
- あんな夢、こんな恋～Anna Konno Final Image（2017年7月20日、ラインコミュニケーションズ）※ラストDVD

### 動画配信
- 杏南+（2012年10月26日、Aircon+）
- 必撮!まるごと☆（2013年2月17日、アイロゴス）

## 出演

### テレビ番組
- シブスタ S.B.S.T「フェロモン中学生」（2004年 - 2005年、テレビ東京）
- コラソン（東海テレビ）
- 恋するフットサル（2006年 - 2007年、フジテレビ）
- ゴッドタン「マジギライ1/5」（2011年6月8日、テレビ東京）
- アイドルの穴〜日テレジェニックを探せ!〜（2012年4月8日 - 6月23日、日本テレビ）
- 今野杏南の毎度お騒がせしてます（2012年7月 - 2013年4月、PigooHD）
- ハシゴマン（2012年7月26日、TOKYO MX）
- 女神降臨（2012年10月12日、MONDO TV）
- ツボ娘（2012年3月14日、TBS）
- 芸人報道（2013年6月20日、日本テレビ）
- アイドルの穴2013〜日テレジェニックを探せ!〜（2013年7月 - 、日本テレビ）
- Iwataniスペシャル 鳥人間コンテスト2013（2013年9月4日、読売テレビ）
- 土曜スペシャル 春の伊豆ぐるり260km 温泉美味!ふれあい旅（2014年3月22日、テレビ東京）
- ロンドンハーツ（2014年4月15日、テレビ朝日）
- ドキッ!丸ごと水着 女だらけの水泳大会（2014年6月7日、フジテレビONE）
- 肉食女子部（2015年10月 - 2016年3月）
- 笑神様は真夜中に…「おっぱいBIG4」（2016年1月1日、日本テレビ）
- 橋本マナミのお背中流しましょうか?（2016年5月26日、TOKYO MX）
- あなたといく 酒と温泉ふたり旅3
- あざとくて何が悪いの?（2019年9月、テレビ朝日） - 巧みに距離感を詰める女 役

### テレビドラマ
- みんな!エスパーだよ!（2013年） - キャバ嬢 役
- フレネミー 〜どぶねずみの街〜（2013年） - カナコ 役
- 東京トイボックス（2013年） - アンネローゼ 役
- ハクション大魔王（2013年） - メイド 役
- アオイホノオ 第2話（2014年） - 高橋留美子 役
- 重版出来! 第3話（2016年） - ホステス 役
- 拝啓、民泊様。（2016年）[23] - 立川美由 役
- 恋がヘタでも生きてます（2017年） - 小池奈々 役
- FINAL CUT 第6話（2018年2月13日､フジテレビ） - 柴みちる 役
- 日曜プライム 終着駅シリーズ34「荒野の証明」（2019年1月27日、テレビ朝日） - 竹内由香 役
- 警視庁・捜査一課長（2019年） - 岸田ゆり 役
- NHK大河ドラマ（NHK総合）
  - 麒麟がくる（2020年）
- 連続テレビ小説（NHK総合）
  - エール（2020年） - 女給・エミ子 役[24]
- 仮面ライダーセイバー 第1話（2020年、テレビ朝日） - 美沙 役
- 特捜9 season5 第9話（2022年6月1日、テレビ朝日） - 木下絵里香 役
- たそがれ優作（2023年10月7日 - 、BSテレビ東京・BSテレビ東京4K） - 皆川ユキコ 役[25]

### Webドラマ
- 特命係長只野仁（2017年、AbemaTV） - 今野杏南（妄想マンデーMC） 役
- 東京ヴァンパイアホテル（2017年、Amazonプライム・ビデオ） - 中島亜美 役
- 不倫食堂（2018年、フジテレビオンデマンド） - 篠原舞 役[26]
- 脳内がハルトくんになった私は妄想が止まりません。（2022年12月28日、BUMP） - ケイコ 役[27][28]

### 映画
- クローバー（2014年） - 柏原るみ 役
- 新宿スワン（2015年）
- みんな!エスパーだよ!（2015年） - 東三河署捜査一課刑事 三井ミツコ 役[29]
- エイプリルフールズ（2015年4月1日） - 足を捻挫した女 役
- あゝ、荒野 - 恵子 役
  - 前編（2017年10月7日）[30][31]
  - 後編（2017年10月21日）
- 13月の女の子（2020年8月15日、チーズfilm） - 三ノ輪由梨 役

### Vシネマ
- グラドル学園 心霊写真部（2017年）
- 潜入捜査官〜妖しき罠〜（2017年） - 主演

### CM
- グリコ乳業「Dororich（ドロリッチ）」（2013年4月 - ） - ドロリッチガールズとして出演
- 斉藤和義アルバム「斉藤」「和義」（2013年10月）

### WEB動画
- ポッカサッポロフード&ビバレッジ「辛王」（2016年3月）
- ドメスティックな彼女（2016年） - 陽菜 役
- お願い!ランキング #AbemaTV（2017年2月、AbemaTVスペシャル2） - 2月度MC
- 妄想マンデー（2016年4月11日 - 2018年6月25日・2021年4月26日 - 5月10日、AbemaTV）
- 橋本道場 負けて勝つ!（2016年8月10日 - 18日、ぽにちゃん）
- 真夏の濡れ濡れビンカン学校（2017年7月22日・24日、AbemaTV） - ガールのパイセン
- アベマ大縁日〜人気番組勢ぞろい！神宮花火大会生中継で豪華プレゼント大放出SP〜（2018年8月11日、AbemaTV）[32]
- WINTICKET ミッドナイト競輪（2019年4月-、AbemaTV） - 日替わり出演者のひとり

### ラジオ
- ASIAN美少女ファイル（2004年 - 2006年、USEN）

### インターネットラジオ
- 今野杏南のSunny Day Radio（2021年6月6日 - 2024年3月31日、ラジオクロニクル）[33]

### 舞台
- クリスマスファンタジーライブ（朝倉薫演劇団）
- ピヴォ☆ガール（2006年）
- 蛇姫様（2009年）
- 桜の園（2009年4月、青山円形劇場）
- まなつの銀河に雪のふるほし（2012年2月29日 - 3月4日、六行会ホール） - デスクトロ 役（ダブルキャスト、星組）
- ホテル・カルフォリニア〜HOTEL CALFORINIA〜（2016年2月4日 - 14日、紀伊國屋ホール） - 伊藤 役[34]

### ゲーム
龍が如く 維新! (2014年2月22日発売)  遊女 役

## 書籍

### 小説
- 撮られたい（2014年、ティー・オーエンタテインメント）[20]
- 私じゃない、もうひとりのあんな（2014年、集英社「週刊プレイボーイ」掲載）短編[35]。
- 水魚の交わり（2016年） - エブリスタウーマンで連載、未単行本化[36]
- イケないわたし - 2020年1月から3月まで東京スポーツで連載[21]。

### 漫画原作
- 撮られたい（2015年 - 、少年画報社「WEBヤングキング」）作画：佐野タカシ

### 写真集
- anna（2013年7月27日、ワニブックス、撮影：西田幸樹）ISBN 978-4847045608[37]
- 今野杏南 あんなカラダ（学研ムック）（2014年1月31日、学研マーケティング、撮影：樂滿直城ほか、編集：BOMB編集部）ISBN 978-4056103366
- more（2014年11月12日、ワニブックス、撮影：西條彰仁）ISBN 978-4847046995
- 杏南の日記 BY KISHIN（2017年10月3日、小学館　撮影：篠山紀信）ISBN 978-4096822562[38]

### 写真集撮影
- 「一妄打尽」（2018年4月1日、妄想マンデー）発行番組出演者（清水あいり、月城まゆ、松嶋えいみ、椿原愛、白川未奈）の写真集[39]

### その他
- MAMOR（2013年2月号、扶桑社） - 防衛省広報誌。松戸駐屯地の需品教導隊を訪問し、陸上自衛隊の制服などを着て撮影、表紙と巻頭グラビアを飾る。